# マドレーヌ (格闘家)
マドレーヌ（9月16日 - ）は、日本の女子プロレスラー、総合格闘家。

## 所属
プロレス
- ワールド女子プロレス・ディアナ（2018年 - 2023年）
- フリー（2024年 - ）
- 合同会社タックエンターテイメント（2024年 - ※プロレス以外のメディアマネジメント）

総合格闘技
- ALLIANCE（2017年）
- メルヘン王国 #FIGHT TEAMミチバ（2018年 - ）

## 経歴
2017年
- 5月20日のDEEP JEWELS 16にALLIANCE所属のまど花としてプロデビュー戦を行うが、古瀬美月の右ハイキックでKO負け。
- 12月15日、トレーナーに連れられて観戦したVKFプロレスでプロレスに興味を持つ[1]。

2018年
- この頃からディアナの練習会やさくらえみの「誰でも女子プロレス」に通うようになり、そこで梅咲遥と知り合う[2]。
- 9月16日のDEEP JEWELS 21で武井藍をチョークスリーパーで下し、3戦目で初勝利をあげる。この試合から「メルヘン王国」のマドレーヌを名乗り、ビジュアルもガラリと変更する。
- 初勝利の記事を見た伊藤薫やSareeeに誘われ、11月にディアナの練習生オーディションを受けて練習生になる。

2019年
- 3月9日に後楽園ホールで行われたDEEP JEWELS 23で当時51歳の玉田育子と対戦し判定負け。この試合を境にプロレスに重点を置き始める。
- 4月14日に公開プロテストを受けて合格。
- 5月12日、ディアナ後楽園ホール大会において、佐藤綾子戦にてプロレスデビュー。
- 9月28日、HERO23新木場大会において他団体初参戦、総合格闘技とプロレスの両立を極めた先駆者の朱里に挑み、敗れはしたものの大健闘。
- 11月16日、第6回・CRYSIS興行において、念願のジャガー横田率いるヒールユニットCRYSIS[3]に入団。
- 11月23日、プロレスリングMagic Box旗揚げ記念大会における、Sareee＆梅咲遥＆マドレーヌvs舞華＆稲葉ともか＆rhythm戦にて、ジャガー横田直伝レッグロールクラッチを初公開し、rhythmから自力初勝利

2020年
- 11月8日、 YouTubeちゃんねる「マドレーヌのぷるぷる玩具」を開設。 これに合わせ、公式サイト「マドレーヌを生暖かく見守る会」及び会員限定Twitterの運用を開始。2021年10月31日、公式サイト「マドレーヌを生暖かく見守る会」及び会員限定Twitterの終了を報告。
- 12月1日、プロレスリングwave新木場大会において、引退まじかのフェアリー日本橋と対戦。フェアリー日本橋の代名詞ともなる魔法(ステッキをふり相手を投げ飛ばす技)の後継者に指名され魔法のステッキを継承。

2021年
- 1月11日、PURE-J女子プロレス板橋グリーンホール大会において、自身初のタイトルマッチとなるデイリースポーツ認定女子タッグ王座に、佐藤綾子と共に挑戦するも敗戦[4]。その後、同大会にて空位となっているPOP王座決定トーナメント開催が発表され、この時点で未定となっていた１枠に参戦を直訴。コマンド・ボリショイ団体社長に認められエントリーが決定[5]。
- 1月22日、アイスリボンIW19王座挑戦権を争うリーグ戦P's League2021へのエントリーが決定し、Bブロックでトトロさつき、進垣リナ、バニー及川、花穂ノ利とのシングルマッチが決定[6]。
- 1月24日、PURE-J女子プロレス板橋グリーンホール大会において、POP王座決定トーナメント1回戦が行われ、AKARIと対戦。得意のグランドで対抗し健闘するも敗戦[7]。
- 2月3日、P'sParty第66戦において、P's League2021、Bブロック公式戦が行われ、自身初戦でバニー及川と対戦し、時間切れ引き分けで1点を獲得[8]。
- 2月12日、初の自主興行『溢れた味噌汁』を6月12日にディアナ道場にて開催する事を自身のSNSで発表[9]。
- 入場テーマ曲｢マドレーヌのテーマ～くらやみのかなたからくるおしく～｣を自身のYouTubeチャンネルにて期間限定配信を開始。現在は削除され、2022年5月15日より「【BGM／OFFICIAL】100分くらい耐久、女子プロレスラー・マドレーヌ入場曲～くらやみのかなたからくるおしく～」にて配信中。
- 3月10日、動画版YouTubeチャンネル「女子プロレスラー・マドレーヌのぷるぷる動画」を開設。P'sParty第68戦において、P's League2021、Bブロック公式戦が行われ、トトロさつきと対戦するも敗戦し得点獲得ならず[10]。
- 3月14日、2AW道場で行われた笹村あやめ＆進垣リナプロデュース興行【胡蝶乱舞】において、笹村あやめ＆進垣リナの持つ、自団体のタイトルであるWWWD世界タッグ王座に佐藤綾子と挑戦するも敗戦しタイトル奪取ならず[11]。
- 4月1日、ラジオ形式のYouTube「マドレーヌのぷるぷる玩具」をラジトーク「マドレーヌのぷるぷる玩具」に移行することを自身のSNSで発表[12]。
- 4月7日、P'sParty第70戦において、P's League2021、Bブロック公式戦が行われ、花穂ノ利と対戦し、勝利で2点を獲得。この時点で合計3点とする[13]。
- 4月14日、P'sParty第71戦において、P's League2021、Bブロック公式戦が行われ、進垣リナと対戦し、時間切れ引き分けで1点を獲得し合計４点でリーグ戦Bブロック全対戦を終える[14]。
- 4月21日、P'sParty第72戦、春輝つくし＆マドレーヌvsテクラ＆花穂ノ利戦において、テクラより直接勝利し、5月4日、ラジアントホールにて行われる、P'sParty｢YOKOHAMA PARTY～横浜プロレスまつり2021～｣で、テクラの保持するWUW女子王座に挑戦が決定。自身初のシングル王座挑戦となる。
- 5月3日、7月11日、アクティブスクウェアにて行われるブルーアーマーリングサービス興行において、YAKO vsマドレーヌvsめぃりぃ、３wayマッチ形式のSpunky王座決定戦が行われる事が発表[15]。
- 5月4日、P'sParty横浜大会において、6月13日、P'sParty｢SHINKIBA Party｣でのIW19王座次期挑戦者を決定するためのトーナメント開催が発表され、エントリーが決定。
- 5月19日、P'sParty第75戦にてトーナメント1回戦(4試合）が行われ、トーナメント組み合わせは、大会開始前（開場時）に公開抽選会にて決定することが発表された。トーナメント参加選手は、マドレーヌ、松屋うの、トトロさつき、テクラ、向後桃、バニー及川、Yappy、石川奈青の8名。
- 6月2日、P'sParty第76戦にて、トーナメント準決勝。6月9日、P'sParty第77戦にて、トーナメント決勝が行われることも発表された[16]。
- 5月13日、入場テーマ曲｢マドレーヌのテーマ～くらやみのかなたからくるおしく～｣の配信を自身のYouTubeチャンネル「マドレーヌのぷるぷる玩具」から「【プロレス入場曲】マドレーヌのテーマ～くらやみのかなたからくるおしく～／Pro wrestler MADELINE's THEME SONG」への移植、並びに期間限定配信だったものを解除することを自身のSNSで報告。現在は削除され、2022年5月15日より「【BGM／OFFICIAL】100分くらい耐久、女子プロレスラー・マドレーヌ入場曲～くらやみのかなたからくるおしく～」にて配信中。
- 5月19日、P'sParty第75戦において、IW19次期挑戦者決定トーナメント1回戦が行われ、向後桃に勝利し準決勝進出を決める[17]。更に準決勝の対戦相手がトトロさつきに決定[18]。
- 6月5日、P'sParty第76戦において、IW19次期挑戦者決定トーナメント準決勝が行われ、トトロさつきに勝利し決勝進出を決める。更に決勝の対戦相手が松屋うのに決定[19]。
- 6月9日、P'sParty第77戦において、IW19次期挑戦者決定トーナメント決勝が行われ、松屋うのと対戦するも敗戦、今回は挑戦権獲得ならず[20]。
- 6月12日、ディアナ道場において、自主興行『溢れた味噌汁』が開催され、第1試合で梅咲遥とのタッグチームでトトロさつき＆関口翔組と対戦。更にメインイベントで佐藤光留と対戦した。またメルヘン王国所属のマドレーヌマンやスガヌマドレーヌが初登場した。
- 7月29日、FMW-Eより、9月12日FMWE第3戦から開催される世界初となる「女子電流爆破プリンセス・トーナメント」の参加選手8名が発表され、世羅りさ、藤田あかね、鈴季すず、テクラ、杏ちゃむ、ミス・モンゴル、ライディーン鋼と共にエントリーが決定[21]。
- 7月31日、ドージョーチャクリキが都内で会見し、9月23日に新宿FACEで「日本骨髄バンクチャリティ　CHAKURIKI12　Girls　Bravo2」を開催することを発表、更にマドレーヌ、櫻井裕子、杏ちゃむ、花園桃花の4人の女子プロレスラーによるワンデイ・トーナメント「第1回キューティー鈴木杯」の開催が発表される。続けて「Girls　Bravo2」の全対戦カードが発表され、トーナメント準決勝の対戦相手が櫻井裕子に決定[22]。
- 9月23日、CHAKURIKI12　Girls　Bravo2において、第1回キューティー鈴木杯が開催。初戦(準決勝)で櫻井裕子に勝利し決勝進出を決めた。決勝戦で同じく準決勝を勝ち上がった杏ちゃむに勝利しトーナメント優勝。キューティー鈴木GMより優勝トロフィーが贈られた[23]。
- 10月24日、FMW-E第4戦、SKY　HIGHにおいて、女子電流爆破プリンセス・トーナメント1回戦が行われ、鈴季すずに敗戦[24]。
- 10月31日、自身の公式サイト、マドレーヌを生暖かく見守る会が終了。これに合わせ会員限定Twitterも11月2日をもって終了することを報告。
- 11月2日、センダイガールズプロレスリングより、じゃじゃ馬トーナメント2021が開催されることが発表され、梅咲遥、岡優里佳、カノン、三浦亜美、大空ちえ、海樹リコ、宝山愛と共にエントリーが決定。11月23日後楽園ホール大会にて、1回戦で岡優里佳を対戦することも発表された[25]。
- 11月23日、センダイガールズプロレスリング後楽園ホール大会において、じゃじゃ馬トーナメント1回戦 が行われ、岡優里佳に敗れ1回戦敗退。

2022年
- 4月15日、『後楽園ホール60周年還暦祭』に6人タッグマッチで出場[26]。
- 4月29日、ディアナ後楽園ホール大会において、次期シングル選手権挑戦者決定バトルロイヤルが行われ、関口翔、網倉理奈、デボラK、ななみ、Himikoを退け、5月3日、ディアナ板橋大会で行われるW.W.W.Dシングル選手権の挑戦者となる。
- 5月3日、ディアナ板橋大会において、佐藤綾子の持つW.W.W.Dシングル王座に挑戦。王者の負傷個所を非情に攻め健闘を見せるも敗戦。
- 5月15日、自身のYouTubeチャンネルにて「【BGM／OFFICIAL】100分くらい耐久、女子プロレスラー・マドレーヌ入場曲～くらやみのかなたからくるおしく～」を配信を開始。
- 8月13日、初のフォトブック「マドレーヌフォトブック Photo by utano 」を期間限定発売。現在DIANA STORE「限定10冊【マドレーヌ】マドレーヌフォトブック Photo by utano」にて数量限定で追加発売中。
- 9月4日、OSW旗揚げ3周年記念大会において、友人のピクシーアメリカ村が初登場。ピクシーアメリカ村-Twitter
- 9月24日、第2回の自主興行『壊れない椅子』を開催[27]。
- 10月21日、LINE STOREより公式スタンプ「マドレーヌに何か喋らせるスタンプ」を販売開始。又、ピクシーアメリカ村の公式スタンプ「ピクシーアメリカ村ちゃんのスタンプ」も併せて発売中。
- 10月29日、VKF大阪大会の欠場を自身のSNSで報告。代理選手としてVKFマシーン69号が初登場。
- 11月30日、WARDOG@official-Twitterより、2023年1月22日に大阪・176BOXにて行われるWARDOG.41において、2019年6月DEEP 90 IMPACT参戦以来、3年半ぶりとなるMMA出場が発表された。対戦相手は谷琴新美（TEAM AGENT）、女子MMAルール50kg契約5分2Rで行われる[28]。

2023年
- 1月22日、WARDOG CAGE FIGHT.41において、新谷琴美と対戦。試合が決まってから2ヶ月かけて肉体改造に励み2kg増やし挑むも1R4分20秒アームバーで敗れる[29]。
- 3月2日、治療のため4月1日～16日まで、プロレス活動の休止を発表[30]。
- 3月24日、ディアナフューチャーサイトにおいて、3月29日にYMZ新木場大会で行われるW.W.W.D世界タッグ選手権試合の勝者チームに、4月29日ディアナ後楽園ホール大会でマドレーヌ&関口翔組の挑戦が発表された。
- 3月29日、YMZ新木場大会で行われたW.W.W.D世界タッグ選手権試合で王者米山香織＆小林香萌 組が防衛失敗。新王者本間多恵＆尾崎妹加組に挑戦することが正式決定。
- 4月16日、4月21日にPOST DI AMISTADで開催されるフューチャーサイトよりプロレス活動を再開を発表[31]。
- 4月29日、ディアナ旗揚げ12周年の後楽園ホール大会において、関口翔とタッグチームカケマドでW.W.W.Dタッグ選手権試合に挑むも敗戦[32]。
- 6月4日、板橋大会で結婚を発表し、結婚を機に関西に移住するため年内でディアナを退団しフリーランスに転向することを発表。
- 12月31日、アミスタ大会を以てディアナを退団[33]。

2024年
- 1月6日、結婚相手がプロレスラーエイサー8であることを報告[34]。

2025年
- 2月1日、名古屋・スポルティーバアリーナにおいて、『武骨 レッスルブレインカップ選手権大会』が行われ、大谷譲二&石田慎也と組み、同王座を獲得。

### 総合格闘技
| 総合格闘技 戦績 | 総合格闘技 戦績 | 総合格闘技 戦績 | 総合格闘技 戦績 | 総合格闘技 戦績 | 総合格闘技 戦績 | 総合格闘技 戦績 |
| --------------- | --------------- | --------------- | --------------- | --------------- | --------------- | --------------- |
| 6 試合          | (T)KO           | 一本            | 判定            | その他          | 引き分け        | 無効試合        |
| 1 勝            | 0               | 1               | 0               | 0               | 0               | 0               |
| 5 敗            | 1               | 3               | 1               | 0               | 0               | 0               |

| 勝敗 | 対戦相手     | 試合結果                                 | 大会名               | 開催年月日    |
| ×    | 新谷琴美     | 1R 4:20 一本（アームバー）               | WARDOG CAGE FIGHT.41 | 2023年1月22日 |
| ×    | しなしさとこ | 1R 3:05 一本（腕十字）                   | DEEP 90 IMPACT       | 2019年6月29日 |
| ×    | 玉田育子     | 2R 3:03 判定（0-3 ※17-20、18-20、18-20） | DEEP JEWELS 23       | 2019年3月9日  |
| ○    | 武井藍       | 1R 4:30 一本（チョークスリーパー）       | DEEP JEWELS 21       | 2018年9月16日 |
| ×    | 宗田智美     | 2R 3:03 一本（チョークスリーパー）       | DEEP JEWELS 18       | 2017年12月3日 |
| ×    | 古瀬美月     | 1R 1:59 KO（左ハイキック）               | DEEP JEWELS 16       | 2017年5月20日 |

## 人物
- 「メルヘン王国　リップタウン出身」を自称している。
- Cカップを自称している。[37]

## テーマ曲
- マドレーヌのテーマ～くらやみのかなたからくるおしく～

2021年2月12日より、自身のYouTubeチャンネルにて配信。

## 得意技
レッグロールクラッチ
バタバタアームロック（仮）
進垣リナのオリジナル技を継承。
バチボコバランサー女子プロレスラー・マドレーヌの必殺技　バチボコバランサー専用アカウント
ジ・アンダーテイカーのオリジナル技オールド・スクールの派生技。相手の片腕をねじり上げつつ自身はトップロープ上を歩き、中央でY字バランスをとるオリジナル技。そこからロープ越しの腕ひじき十字固めに繋げる。

## タイトル歴
プロレスリングBUKOTSU
- レッスルブレインカップ選手権王座

## テレビ出演
- 裸の少年（テレビ朝日）

## 関連
- DEEP JEWELS
- プロレスラー一覧